# Accomac (Virginia)
Accomac ist ein Town und gleichzeitig Verwaltungssitz (County Seat) des Accomack County im US-amerikanischen Bundesstaat Virginia. Die Stadt hatte zum Stichtag des US Census 2020 519 Einwohner und damit genausoviele wie beim Zensus 2010.

## Geographie
Die Stadt liegt auf der Delmarva-Halbinsel in der Nähe der Metompkin Bay.

## Geschichte
Englische Auswanderer besiedelten um 1664 das heutige Stadtgebiet und nannten den Ort dazumals Metompkin. 1677 wurde der Ort zum Verwaltungssitz des Accomack County ernannt, nachdem das Gericht von Pungoteague hierhergezogen war. Neben dem Gerichtsgebäude gab es im Jahre 1786 fünfzehn weitere Bauten, als das Gebiet offiziell als Stadt unter dem Namen Town of Drummond in den Bundesstaat Virginia aufgenommen wurde. Im Jahre 1893 änderte das United States Post Office Department ein letztes Mal den Ortsnamen zu Town of Accomac.

## Verkehr
Der Lankford Highway verläuft durch das Stadtgebiet.